# Грумант (деревня)
Грумант — деревня в Щёкинском районе Тульской области в составе Яснополянского сельского поселения.

## География
Находится в центральной части Тульской области на расстоянии приблизительно 5 км на север по прямой от города Щёкино, административного центра района, у трассы М-2.

## История
В 1859 году здесь (деревня Подлесная Крапивенского уезда Тульской губернии) было учтено 3 двора, в 1926 (уже Грумонт) — 29, в конце 1930-х годов (тогда Угрюмы)— 26.

## Население
Постоянное население составляло 29 человек (1859 год), 167 (1926), 9 (русские 100 %) в 2002 году, 9 в 2010.